# Clathria jacksoniana
Clathria jacksoniana är en svampdjursart som beskrevs av Arthur Dendy 1897. Clathria jacksoniana ingår i släktet Clathria och familjen Microcionidae. Inga underarter finns listade i Catalogue of Life.